# 現代やくざ 与太者仁義
『現代やくざ 与太者仁義』（げんだいやくざ よたものじんぎ）は、1969年5月31日に公開された日本の映画。監督は降旗康男、主演は菅原文太。「現代やくざシリーズ」第2作。松竹時代には脇役に甘んじていた菅原は、東映に移籍後、前作に続いてこのシリーズの主役に抜擢された。

## スタッフ
- 監督：降旗康男
- 企画：俊藤浩滋、矢部恒
- 脚本：村尾昭、長田紀生
- 撮影：山沢義一
- 録音：内田陽造
- 照明：大野忠三郎
- 美術：中村修一郎
- 音楽：菊池俊輔
- 編集：中沢嘉樹
- 助監督：寺西國光
- 擬闘：日尾孝司
- 進行主任：清水朝友
- 装置： 松野太三郎
- 装飾：上原光雄
- 記録：山之内康代
- 現像：東映化学

## キャスト
- 勝又五郎：菅原文太
- 美佐：水谷良重
- 玲子：佐々木愛
- 山崎：渡辺文雄
- 本間：内田朝雄
- 田坂：河津清三郎
- 原口：高宮敬二
- 伊藤：八名信夫
- 日尾孝司
- 佐藤晟也
- 大原：沢彰謙
- 伊達弘
- 山崎組の子分：木川哲也、亀山達也、沢田浩二
- ボディガードの男：久地明
- 清水照夫
- 義政会の幹部：滝島孝二、山之内修
- 岡野耕作
- 勝又徹：田村正和
- 黒田：中丸忠雄
- 勝又浩一：池部良

## 製作

### 撮影
1969年5月6日クランクイン。しかし田村正和の恋人役としてキャスティングされていた麻生れい子が朝9時からの撮影開始時間になっても大泉スタジオに現れず。田村や菅原文太らはメーキャップも終え、衣装も万全にして待機していたが麻生と連絡も取れず、7時間が過ぎた夕方4時に麻生のマネージャーから「撮影所の付近まで来たが、出演の自信がなくったと言っております。申し訳ありません」と報告があった。それまでセットを組み替えシーンを変更して撮影していたが、麻生は二年前の主演作『囁きのジョー』（松竹）でも仕事をすっぽかしたり、時間にルーズで、スタッフを散々泣かせ、監督の斎藤耕一が騙し騙し使い、ようやく完成させたという前科があり、監督・スタッフ協議の末、麻生を降板させた。 代役は佐々木愛が務めたが、文献により麻生の名前が残っているものもある。麻生はファッションモデル出身で、東映では本作直前に東映京都撮影所で撮影した石井輝男監督の『徳川いれずみ師 責め地獄』でやはり主演だったファッションモデル出身の由美てる子が失踪したこともあり、「ファッションモデルは時間的観念や義務感がまるっきりない者が多い。時間で歯車が動いている映画やテレビには向かない」などと映画業界でファッションモデル出身の女優に対し厳しい評価が広まった。

## 同時上映
『日本侠客伝 花と龍』
- 脚本：棚田吾郎 / 監督：マキノ雅弘 / 主演：高倉健